# Population et Avenir
Population et Avenir est une revue bimestrielle de géographie publiée à Paris par une association présidée par le géographe et démographe Gérard-François Dumont. Spécialisée en géographie de la population, elle accorde une place importante aux illustrations (cartes, graphiques, tableaux). Son champ géographique couvre l’ensemble de la planète.